# Xã Elmdale, Quận Ward, Bắc Dakota
Xã Elmdale (tiếng Anh: Elmdale Township) là một xã thuộc quận Ward, tiểu bang Bắc Dakota, Hoa Kỳ. Năm 2010, dân số của xã này là 50 người.